# Jeff Goldblum
Jeffrey Lynn ("Jeff") Goldblum (n. 22 octombrie 1952, West Homestead⁠(d), Pennsylvania, SUA) este un actor american.
A jucat în filme ca: "Jurassic Park", "Ziua Independenței", "Law & Order: Criminal Intent", "Musca".

## Biografie
În perioada 1980 - 1986 a fost căsătorit cu Patricia Gaul, cu care a jucat împreună în filmul "Silverado", apărut în 1985.
Între 1987 și 1990 a avut ca parteneră de viață pe Geena Davis, cu care a jucat în filme ca: Transylvania 6-5000 (1985), "Musca" (1986), și Earth Girls Are Easy (1988).
În 2014 se căsătorește cu gimnasta olimpică Emilie Livingston.
Este adept al religiilor extrem-orientale.
În 1986 a primit "Premiul Saturn pentru cel mai bun actor" pentru rolul jucat în "Musca".

## Filmografie

### Film
| An   | Titlu                                                      | Rol                        | Note |
| ---- | ---------------------------------------------------------- | -------------------------- | --- |
| 1974 | Death Wish                                                 | Freak #1                   | |
| 1974 | California Split                                           | Lloyd Harris               | |
| 1975 | Nashville                                                  | Tricycle Man               | |
| 1976 | Next Stop, Greenwich Village                               | Clyde Baxter               | |
| 1976 | St. Ives                                                   | Hood #3                    | |
| 1976 | Special Delivery                                           | Snake                      | |
| 1977 | The Sentinel                                               | Jack                       | |
| 1977 | Annie Hall                                                 | Lacey Party Guest          | |
| 1977 | Between the Lines                                          | Max Arloft                 | |
| 1978 | Remember My Name                                           | Mr. Nudd                   | |
| 1978 | Thank God It's Friday                                      | Tony Di Marco              | |
| 1978 | Invasion of the Body Snatchers                             | Jack Bellicec              | |
| 1981 | Threshold                                                  | Aldo Gehring               | Nominalizare — Genie Award for Best Performance by a Foreign Actor |
| 1983 | The Big Chill                                              | Michael Gold               | |
| 1983 | The Right Stuff                                            | Recruiter                  | |
| 1984 | The Adventures of Buckaroo Banzai Across the 8th Dimension | New Jersey                 | |
| 1984 | Terror in the Aisles                                       | Jack Bellicec              | |
| 1985 | Into the Night                                             | Ed Okin                    | |
| 1985 | Silverado                                                  | "Slick" Calvin Stanhope    | |
| 1985 | Transylvania 6-5000                                        | Jack Harrison              | |
| 1986 | The Fly                                                    | Seth Brundle               | A primit – Saturn Award for Best Actor Nominalizare – National Society of Film Critics Award for Best Actor (locul 2) New York Film Critics Circle Award for Best Actor (locul 3) |
| 1987 | Beyond Therapy                                             | Bruce                      | |
| 1988 | Vibes                                                      | Nick Deezy                 | |
| 1988 | Earth Girls Are Easy                                       | Mac                        | |
| 1989 | The Tall Guy                                               | Dexter King                | |
| 1989 | El Sueño del Mono Loco                                     | Dan Gillis                 | |
| 1990 | Mister Frost                                               | Mr. Frost                  | |
| 1991 | The Favour, the Watch and the Very Big Fish                | Pianist                    | |
| 1992 | Fathers & Sons                                             | Max                        | |
| 1992 | The Player                                                 | rolul său                  | Cameo |
| 1992 | Deep Cover                                                 | David Jason                | Nominalizare – Independent Spirit Award for Best Supporting Male Chicago Film Critics Association Award for Best Supporting Actor                                                 |
| 1992 | Shooting Elizabeth                                         | Howard Pigeon              | |
| 1993 | Jurassic Park                                              | Dr. Ian Malcolm            | Nominalizare – Saturn Award for Best Supporting Actor |
| 1995 | Hideaway                                                   | Hatch Harrison             | |
| 1995 | Nine Months                                                | Sean Fletcher              | |
| 1995 | Powder                                                     | Donald Ripley              | |
| 1996 | The Great White Hype                                       | Mitchell Kane              | |
| 1996 | Independence Day                                           | David Levinson             | Nominalizare – Saturn Award for Best Actor |
| 1996 | Little Surprises                                           |                            | regizor; Scurtmetraj Nominalizare – Academy Award for Best Live Action Scurtmetraj                                                                                                |
| 1996 | Mad Dog Time                                               | Mickey Holliday            | |
| 1997 | The Lost World: Jurassic Park                              | Dr. Ian Malcolm            | Nominalizare – Blockbuster Entertainment Award for Favorite Actor - Sci-Fi |
| 1998 | Holy Man                                                   | Ricky Hayman               | |
| 1998 | The Prince of Egypt                                        | Aaron                      | voce |
| 1998 | Welcome to Hollywood                                       | rolul său                  | Cameo |
| 2000 | Beyond Suspicion                                           | John Nolan                 | |
| 2000 | Chain of Fools                                             | Avnet                      | |
| 2000 | One of the Hollywood Ten                                   | Herbert Biberman           | |
| 2001 | Perfume                                                    | Jamie                      | și producător executiv |
| 2001 | Cats & Dogs                                                | Profesor Brody             | |
| 2002 | Run Ronnie Run!                                            | rolul său                  | cameo nemenționat |
| 2002 | Igby Goes Down                                             | D.H. Banes                 | |
| 2003 | Dallas 362                                                 | Bob                        | |
| 2003 | Spinning Boris                                             | George Gorton              | |
| 2004 | Incident at Loch Ness                                      | Party Guest                | Cameo |
| 2004 | The Life Aquatic with Steve Zissou                         | Allistair Hennessey        | Nominalizare – Broadcast Film Critics Association Award for Best Cast Boston Society of Film Critics Award for Best Ensemble                                                      |
| 2006 | Mini's First Time                                          | Mike Rudell                | |
| 2006 | Fay Grim                                                   | Agent Fulbright            | |
| 2006 | Pittsburgh                                                 | rolul său                  | și producător |
| 2006 | Man of the Year                                            | Stewart                    | |
| 2008 | Adam Resurrected                                           | Adam Stein                 | |
| 2010 | The Switch                                                 | Leonard                    | |
| 2010 | Morning Glory                                              | Jerry Barnes               | |
| 2012 | Tim and Eric's Billion Dollar Movie                        | Chef Goldblum              | |
| 2012 | Zambezia                                                   | Ajax                       | voce |
| 2013 | Le Week-End                                                | Morgan                     | Nominalizare – British Independent Film Award for Best Supporting Actor |
| 2014 | The Grand Budapest Hotel                                   | Deputy Vilmos Kovacs       | Nominalizare – Screen Actors Guild Award for Outstanding Performance by a Cast in a Motion Picture                                                                                |
| 2014 | Unity                                                      | Narator                    | voce Documentar |
| 2015 | Mortdecai                                                  | Milton Krampf              | |
| 2016 | Independence Day: Resurgence                               | David Levinson             | |
| 2017 | Guardians of the Galaxy Vol. 2                             | Grandmaster                | Closing credits cameo |
| 2017 | Thor: Ragnarok                                             | Grandmaster                | |
| 2017 | Miyubi                                                     | The Creator                | Scurtmetraj |
| 2018 | Isle of Dogs                                               | Duke                       | voce |
| 2018 | Jurassic World: Fallen Kingdom                             | Dr. Ian Malcolm            | |
| 2018 | Hotel Artemis                                              | Niagara (The Wolf King)    | |
| 2018 | The Mountain                                               | Dr. Wallace Fiennes        | |
| 2021 | The Boss Baby: Family Business                             | Dr. Erwin Armstrong        | Voce |
| 2022 | Jurassic World Dominion                                    | Dr. Ian Malcolm            | |
| 2023 | Asteroid City                                              | The Alien                  | |
| 2023 | They Shot the Piano Player (Dispararon al pianista)        | Narator                    | Voce |
| 2024 | Wicked                                                     | The Wonderful Wizard of Oz | Post-productie |
| 2025 | Wicked Part Two                                            | The Wonderful Wizard of Oz | Post-productie |

### Televiziune
| An          | Titlu                                 | Rol                        | Note |
| ----------- | ------------------------------------- | -------------------------- | --- |
| 1975        | Columbo                               | Protector                  | Episodul: "A Case of Immunity"                                                                                     |
| 1976        | The Blue Knight                       | Daggett                    | Episodul: "Upward Mobility"                                                                                        |
| 1977        | Starsky & Hutch                       | Harry Markham              | Episodul: "Murder on Stage 17"                                                                                     |
| 1980        | The Legend of Sleepy Hollow           | Ichabod Crane              | Film de televiziune                                                                                                |
| 1980        | Tenspeed and Brown Shoe               | Lionel Whitney             | 14 episoade |
| 1982        | Rehearsal for Murder                  | Leo Gibbs                  | Film de televiziune                                                                                                |
| 1982        | Laverne & Shirley                     | Jeffrey                    | Episodul: "Watch the Fur Fly"                                                                                      |
| 1984        | Ernie Kovacs: Between the Laughter    | Ernie Kovacs               | Film de televiziune                                                                                                |
| 1984        | American Playhouse                    |                            | Episodul: "Popular Neurotics"                                                                                      |
| 1985        | Faerie Tale Theatre                   | Buck Wolf                  | Episodul: "The Three Little Pigs"                                                                                  |
| 1986        | The Ray Bradbury Theater              | Cogswell                   | Episodul: "The Town Where No One Got Off"                                                                          |
| 1987        | Life Story                            | James Watson               | Film de televiziune                                                                                                |
| 1990        | Sesame Street                         | Minneapolis                | Episode 21.72 |
| 1990        | Framed                                | Wiley                      | Film de televiziune                                                                                                |
| 1990–1991   | Captain Planet and the Planeteers     | Verminous Skumm (voce)     | 5 episoade |
| 1993        | Lush Life                             | Al Gorky                   | Film de televiziune                                                                                                |
| 1993–97     | Saturday Night Live                   | Host                       | 2 episoade |
| 1995        | The Larry Sanders Show                | Jeff Goldblum              | Episodul: "Nothing Personal"                                                                                       |
| 1996        | The Simpsons                          | MacArthur Parker (voce)    | Episodul: "A Fish Called Selma"                                                                                    |
| 1998        | Mr. Show with Bob and David           | Civil War Narrator (voce)  | Episodul: "Like Chickens... Delicious Chickens"                                                                    |
| 2002        | King of the Hill                      | Dr. Vayzosa (voce)         | Episodul: "The Substitute Spanish Prisoner"                                                                        |
| 2003        | Friends                               | Leonard Hayes              | Episodul: "The One with the Mugging"                                                                               |
| 2003        | War Stories                           | Ben Dansmore               | Film de televiziune                                                                                                |
| 2003–2005   | Crank Yankers                         | Professor Fermstein (voce) | 2 episoade |
| 2004        | Tom Goes to the Mayor                 | Bill Joel (voce)           | Episodul: "Toodle Day"                                                                                             |
| 2005        | Will & Grace                          | Scott Wooley               | 3 episoade Nominalizare – Primetime Emmy Award for Outstanding Guest Actor in a Comedy Series                      |
| 2007        | Raines                                | Michael Raines             | 7 episoade |
| 2007        | Tim and Eric Awesome Show, Great Job! | Himself                    | 2 episoade |
| 2009–2010   | Law & Order: Criminal Intent          | Detective Zack Nichols     | 24 episoade |
| 2011        | NTSF:SD:SUV::                         | Gunnar Geirhart            | Episodul: "Full Hauser"                                                                                            |
| 2011–2012   | The League                            | Rupert Ruxin               | 2 episoade |
| 2011        | Allen Gregory                         | Perry Van Moon (voce)      | Episodul: "Van Moon Rising"                                                                                        |
| 2012        | Susan 313                             | Benny Burnet               | Pilot |
| 2012–2015   | Portlandia                            | Various roles              | 5 episoade |
| 2012        | Glee                                  | Hiram Berry                | 2 episoade |
| 2015        | Inside Amy Schumer                    | Jury Foreman               | Episodul: "12 Angry Men Inside Amy Schumer"                                                                        |
| 2016        | Unbreakable Kimmy Schmidt             | Dr. Dave                   | Episodul: "Kimmy Meets a Celebrity!"                                                                               |
| 2017        | Tour de Pharmacy                      | Marty Hass                 | Film de televiziune                                                                                                |
| 2019        | Happy!                                | Dumnezeu (voce)            | Episodul: "Resurrection"                                                                                           |
| 2019        | The World According to Jeff Goldblum  | Presenter                  | |
| 2021 & 2023 | What If...?                           | Grandmaster (voce)         | Gazdă Voce; 2 episoade: "What If... Thor Were an Only Child?", "What If... Iron Man Crashed Into the Grandmaster?" |
| 2022        | Search Party                          | Tunnel Quinn               | 6 episodes |
| 2022        | Big Mouth                             | Apple Brooch               | Voce; Episodul: "The Apple Brooch"                                                                                 |
| 2024        | Kaos                                  | Zeus                       | Rol principal |

### Jocuri video
Jeff Goldblum a contribuit ca actor de voce la următoarele jocuri:
| An   | Titlu                              | Rol de voce     |
| ---- | ---------------------------------- | --------------- |
| 1996 | Goosebumps: Escape from Horrorland | Count Dracula   |
| 1997 | Independence Day                   | David Levinson  |
| 1997 | Chaos Island: The Lost World       | Dr. Ian Malcolm |
| 2015 | Call of Duty: Black Ops III        | Nero            |
| 2018 | Jurassic World Evolution           | Dr. Ian Malcolm |

## Discografie

### Jeff Goldblum & The Mildred Snitzer Orchestra

#### Albume de studio
| Titlu                           | Detalii                                                                                          |
| ------------------------------- | ------------------------------------------------------------------------------------------------ |
| The Capitol Studios Sessions    | - Lansare: 9 noiembrie 2018 - Casa de discuri: Decca - Suport media: CD, vinyl, digital download |
| I Shouldn't Be Telling You This | - Lansare: 1 noiembrie 2019 - Casa de discuri: Decca - Suport media: CD, vinyl, digital download |

#### Apariții în compilații
| Titlu          | An   | Album                |
| -------------- | ---- | -------------------- |
| "Born Free'ky" | 2001 | Hollywood Goes Wild! |

## Teatru

### Broadway
- Seminar (2012)
- The Pillowman (2005)
- Two Gentlemen of Verona
- The Play What I Wrote
- The Moony Shapiro Songbook
- The Exonerated
- City Sugar
- El Grande de Coca Cola
- Londra și Broadway
  - The Prisoner of Second Avenue
- Londra și Recklinghausen (Germania)
  - Speed-the-Plow
- Pittsburgh
  - The Music Man la Pittsburgh Civic Light Opera

## Legături externe
- Jeff Goldblum la Internet Movie Database
- Jeff Goldblum on Box Office Mojo
- en Jeff Goldblum la Internet Broadway Database
- Jeff Goldblum la Internet Off-Broadway Database
- Jeff Goldblum on NETFLIX
- Jeff Goldblum on Playbill
- Interview with Goldblum from New York Magazine (April 2005)
- Goldblum resurrects fond memories Arhivat în 11 octombrie 2008, la Wayback Machine., a July 2004 article (with accompanying audio commentary Arhivat în 18 decembrie 2008, la Wayback Machine.) from the Pittsburgh Post-Gazette
- Jeff Goldblum: the Buddha of Hollywood from The Guardian, July 12, 2010.